# فريدريك نيومان (لاعب كريكت)
فريدريك نيومان (7 نوفمبر 1909 - 28 مارس 1977) (بالإنجليزية: Frederick Newman)‏ هو لاعب كريكت أسترالي.

## وصلات خارجية
- فريدريك نيومان على موقع إي آس بي آن كريك إنفو (الإنجليزية)